# RER d'Île-de-France

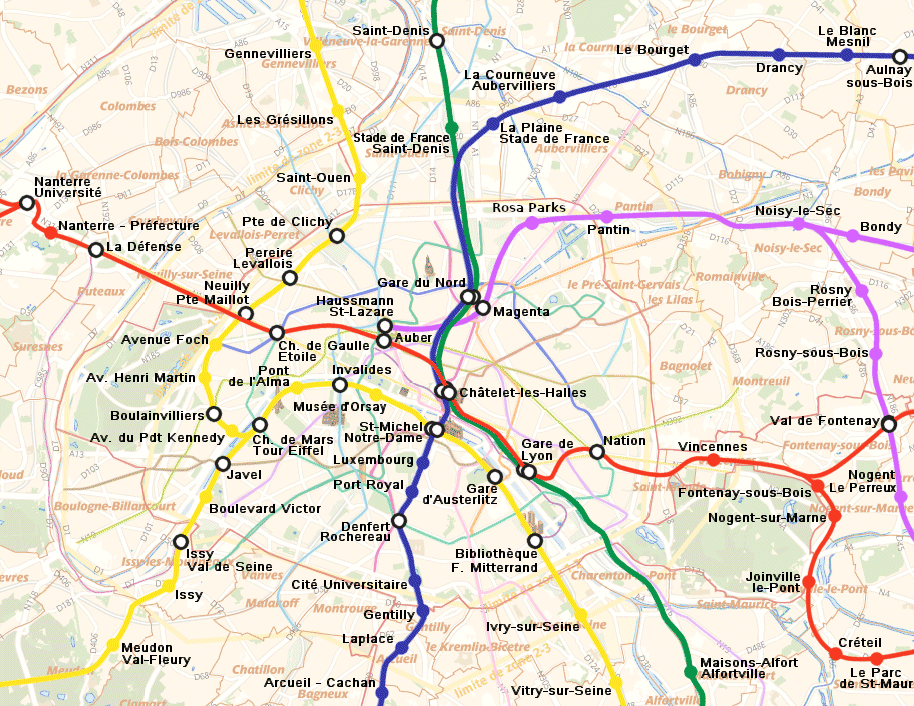
Parte central do RER, em escala geográfica

O Réseau express régional d'Île-de-France (Rede Expressa Regional da Ilha de França) ou RER d'Île-de-France - literalmente, RER da Ilha de França - é uma Rede Expressa Regional (RER) do centro de Paris, uma rede ferroviária urbana que serve a aglomeração de Paris e arredores.
Por ter sido o primeiro serviço de RER posto em serviço em França o RER d'Île-de-France é por vezes chamado só de RER quando este termo tem sim a ver com Rede Expressa Regional e só acessoriamente com a Ilha de França.
A rede integra-se com o Metrô de Paris, e assegura, nas horas de vale, um intervalo de dez a quinze minutos entre os trens, na zona situada a 20 km do centro de Paris e de vinte minutos a meia hora na zona situada entre 40 e 50 km. Essas frequências dobram no horário de pico.

## História

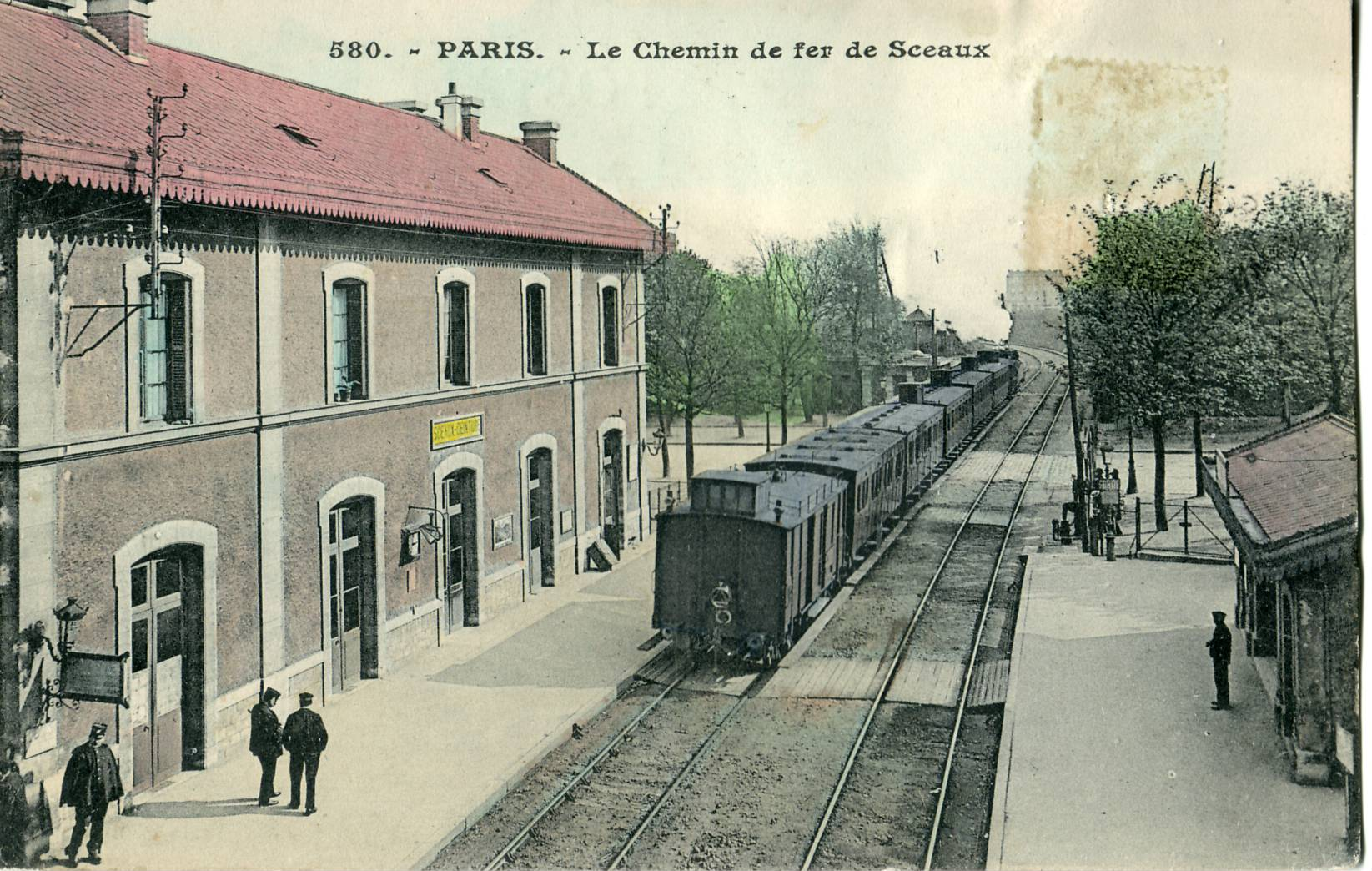
A linha de Sceaux em cartão postal.

As origens do RER podem ser encontradas no plano de Ruhlmann-Langewin em 1936 da CMP (Compagnie du chemin de fer métropolitain de Paris) para um metrô expresso regional de grande bitola. Primeiro ato concreto, a linha de Sceaux é revertida à CMP pela PO (Compagnie du chemin de fer de Paris à Orléans) em 1938, após uma importante modernização (eletrificação, bloco automático luminoso (BAL), plataformas altas...) enquanto que o resto da rede francesa de bitola larga é nacionalizada com a criação da SNCF.
O plano surgiu após a guerra pela sucessora da CMP, a RATP, durante a década de 1950. Em 1960, uma comissão interministerial lançou a construção de uma linha ferroviária leste-oeste de bitola larga. Sendo a origem da ideia, naturalmente a RATP foi responsável pela operação da nova linha para a qual, em vista de sua constituição, a SNCF lhe cedeu duas linhas que operava : a linha de Paris a Saint-Germain-en-Laye a oeste e a linha de Vincennes a leste.
A parte central do RER d'Île-de-France foi construída a partir de um grande esforço de engenharia civil, entre 1962 e 1977, e compreende estações profundas e espaçosas.
Em 9 de dezembro de 1977, a junção entre as duas seções, oeste e leste, da Metrô Regional, foi realizada pela abertura da estação de conexão Châtelet - Les Halles, para a qual a linha de Sceaux foi estendida de Luxembourg, estação localizada na Margem esquerda, criando assim um embrião do metrô regional projetado. Com isso o Metrô regional recebe o nome "Réseau Express Régional" ou "RER".
Para permitir o lançamento dos primeiros trechos da rede, o Estado havia transferido primeiro a operação das linhas SNCF para a RATP (linha de Sceaux, linha de Saint-Germain-en-Laye, linha de Boissy-Saint-Léger). Apenas o trecho central da linha A (La Défense - Vincennes), o seu prolongamento entre Vincennes e Marne-la-Vallée e o trecho central da linha B (Gare du Nord - Châtelet - Denfert-Rochereau) foram construídos pela RATP. Isso explica por que os trens RER circulam à esquerda, como em quase toda a rede SNCF, enquanto os trens do Metrô de Paris circulam à direita.
O período 1977 - 1983 viu a conclusão de várias operações de grande escala.
A extensão do RER A em Marne-la-Vallée foi lançada em 9 de dezembro de 1977 para Noisy-le-Grand.
Em 30 de setembro de 1979, foi inaugurado o túnel Invalides - Orsay, e a junção foi colocada em serviço, criando a Transversale Rive Gauche, resultado da extensão da linha Versailles - Invalides, largamente modernizada na ocasião (eletrificação por catenária), para a antiga Gare d'Orsay e da interconexão dos subúrbios sudoeste e oeste.
A fase seguinte, de 1984 a 2003, avançou muito a rede, mas foi realizada de forma menos espetacular. Várias seções de linha nos subúrbios foram adicionadas à linha A inicial mas apenas quatro novas estações foram criadas, as linhas D e E foram inauguradas e ampliadas.
Em 27 de setembro de 1987, o RER D foi criado, seguindo a extensão dos trens vindos de Villiers-le-Bel da estação subterrânea da Gare du Nord até a estação de correspondência de Châtelet - Les Halles, que já recebia trens nas linhas A e B.
Uma nova estação do RER D foi inaugurada em 15 de dezembro de 2013, no cruzamento das comunas de Créteil, Valenton e Choisy-le-Roi: a estação de Créteil-Pompadour.
A rede ainda está em expansão, sendo que a linha E foi inaugurada em 1999. Em 2006, o RER era composto por cinco linhas: A, B, C, D e E, com 246 estações, das quais 33 ficam dentro da cidade de Paris propriamente dita. Totaliza 571 km de trilhos, dos quais cerca de 60 km, implantados no centro de Paris, são subterrâneos. Dada a natureza híbrida da rede, partes dela são operadas pela empresa de transportes parisiense (RATP) - Linha A e parte sul da Linha B - e partes pela companhia ferroviária nacional da França (SNCF) - Norte da linha B e linhas C, D, e E.

## Linhas
| Linha   | Ano de inauguração | Estações   | Comprimento (km) | Operador  |
| ------- | ------------------ | ---------- | ---------------- | --------- |
| Linha A | 1977               | 46 (12/34) | 108              | RATP/SNCF |
| Linha B | 1977               | 47 (16/31) | 80               | RATP/SNCF |
| Linha C | 1979               | 84         | 187              | SNCF      |
| Linha D | 1987               | 59*        | 197*             | SNCF      |
| Linha E | 1999               | 22         | 56               | SNCF      |

*: Até os limites da região Ilha de França.

#### Linha A

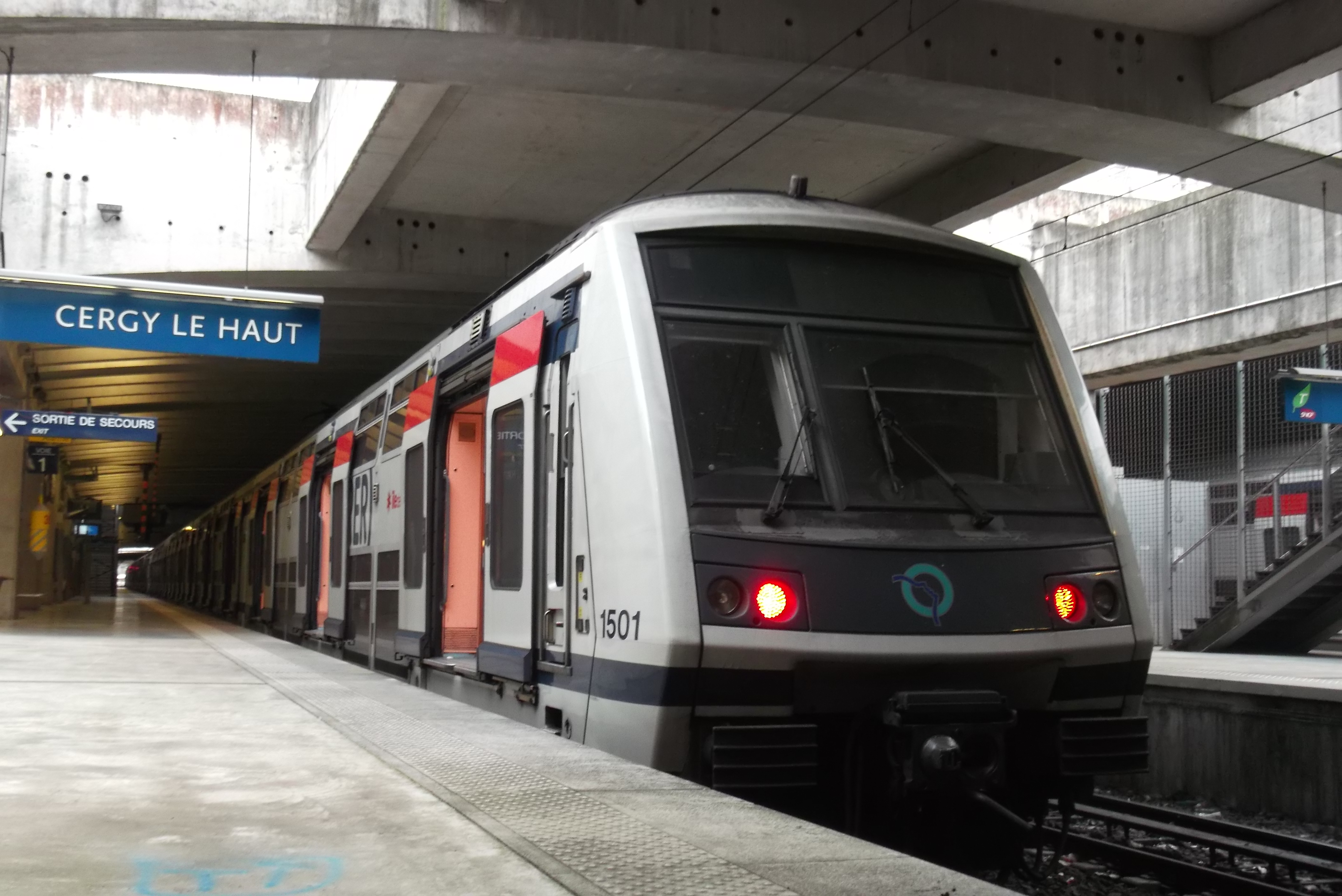
Um trem MI 2N Altéo, na estação de Cergy-le-Haut, no ramal SNCF.

O RER A atravessa a conurbação de Paris de leste a oeste, com vários ramos nas extremidades de uma seção central. Liga Saint-Germain-en-Laye, Cergy-le-Haut e Poissy a oeste, a Boissy-Saint-Léger e Marne-la-Vallée - Chessy a leste, passando pelo coração de Paris.
A linha A é a mais movimentada da rede com 309,36 milhões de passageiros em 2011, ou seja, 1,14 milhões de passageiros por dia útil e regularmente próxima à saturação, o que também a torna, em termos de tráfego, uma das linhas mais densas do mundo. A linha é a mais usada da Europa.
Em 2017, a linha foi equipada com trens de dois níveis do tipo MI 2N e MI 09, mantidos pelos pátios de manutenção de Sucy-en-Brie, Rueil-Malmaison e Torcy.

#### Linha B

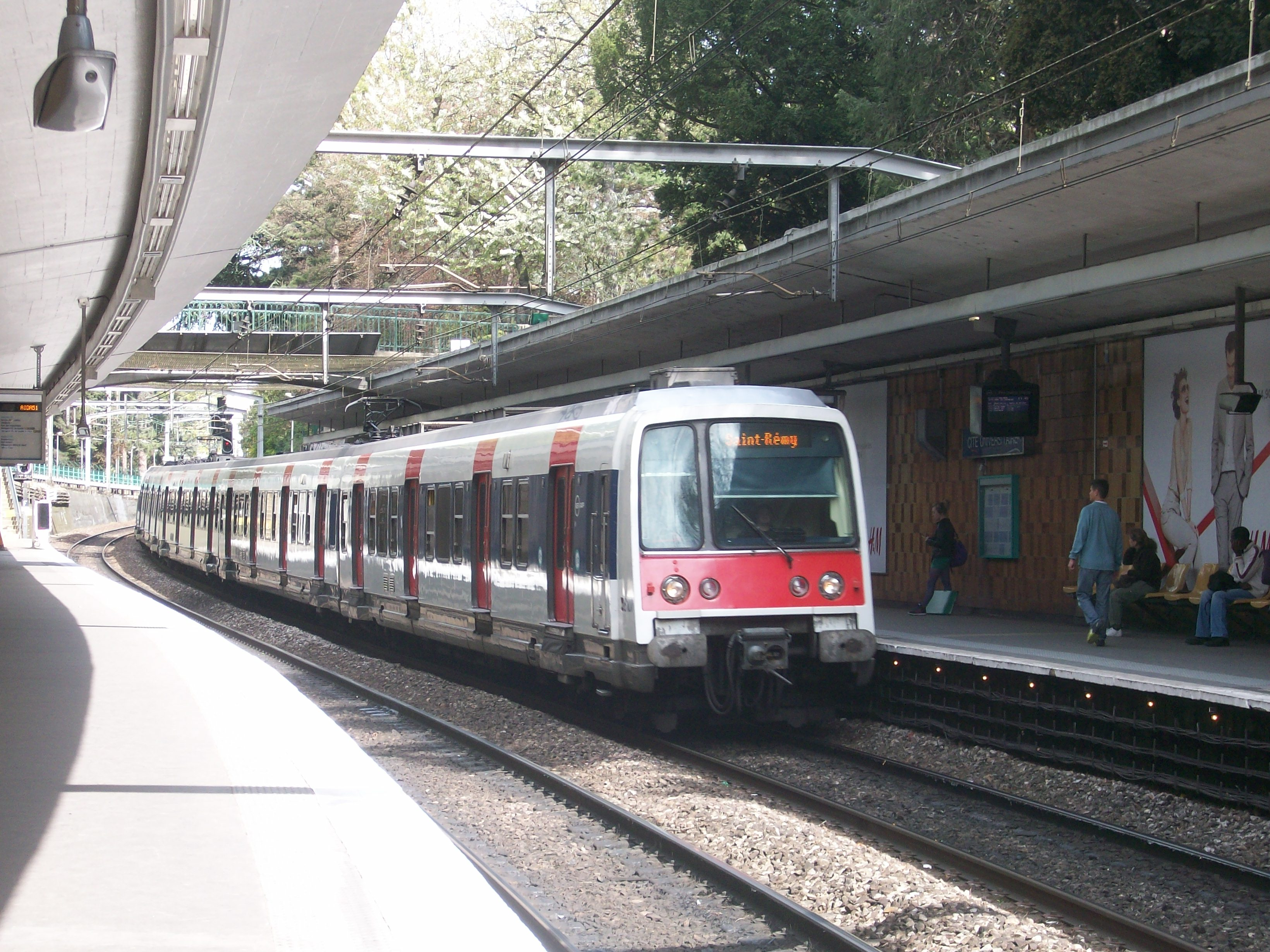
Um trem MI 79, na estação de Cité universitaire, no ramal RATP.

O RER B atravessa a conurbação de Paris ao longo de um eixo nordeste/sudoeste, com vários ramais. Liga Aéroport Charles-de-Gaulle 2 TGV e Mitry-Claye a nordeste, a Robinson e Saint-Rémy-lès-Chevreuse a sul, passando pelo coração de Paris.
Ela transportou 900 000 passageiros por dia útil em 2009, um número de 35% em dez anos, se tornando a linha mais movimentada da rede atrás da linha A. Portanto, fornece tráfego equivalente ao das linhas de metrô mais movimentadas. Em março de 2014, a linha B transportava 862 000 passageiros por dia.
A linha está equipada com 119 trens MI 79 e também com trens MI 84, evolução do MI 79, provenientes da linha A. Os trens são todos mantidos pelos pátios de manutenção de Massy - Palaiseau e Sucy - Bonneuil (RER A).

#### Linha C

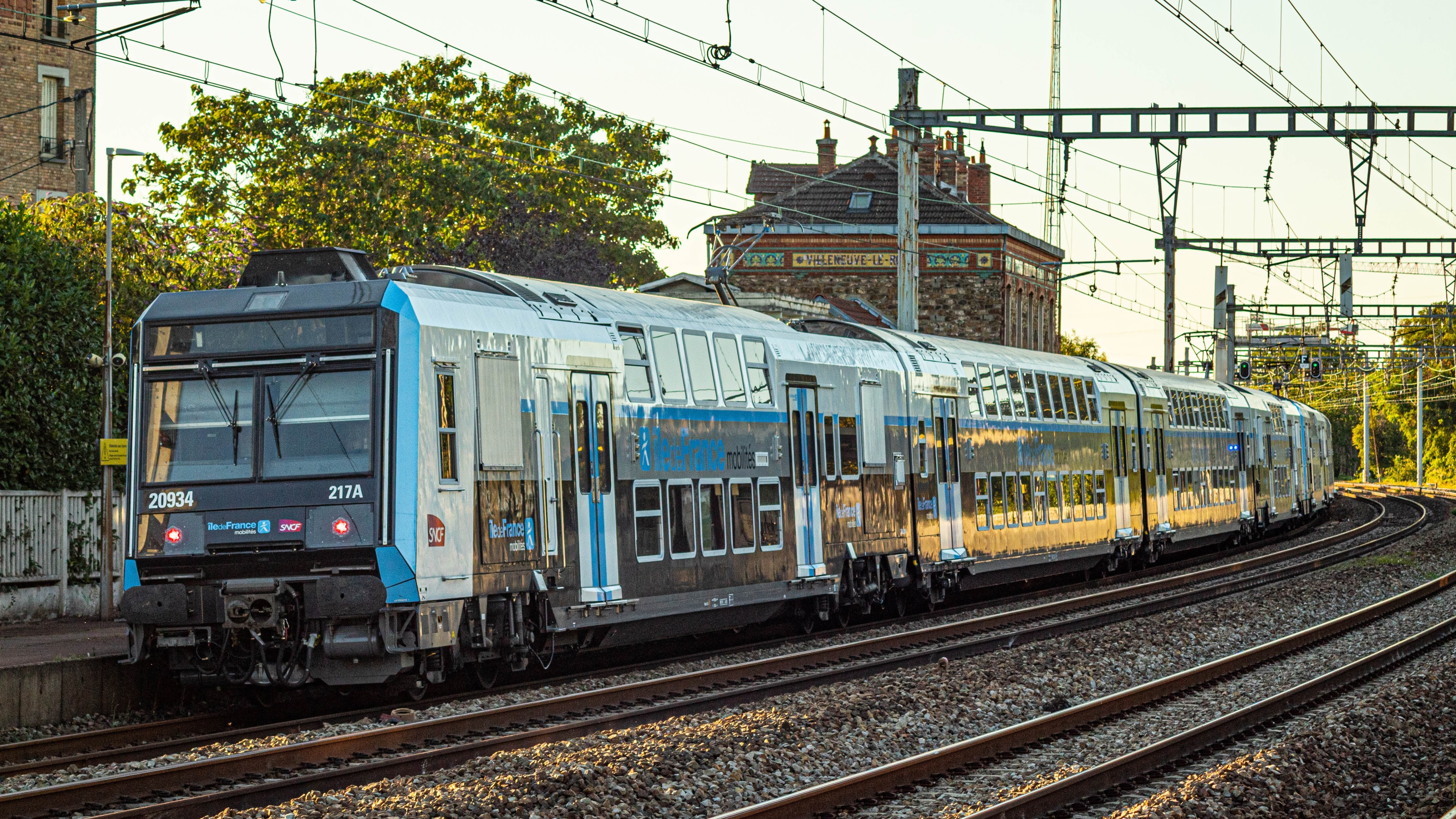
Um trem Z 20900 no rótulo Île-de-France Mobilités, na estação de Villeneuve-le-Roi.

O RER C atravessa a conurbação de Paris, com muitas ramificações. Liga ao oeste Pontoise, Versailles-Château-Rive-Gauche e Saint-Quentin-en-Yvelines - Montigny-le-Bretonneux por um lado, e ao sul Massy - Palaiseau, Dourdan - La Forêt e Saint-Martin-d'Étampes, assim como Versailles-Chantiers por um percurso quase circular, passando pelo coração de Paris.
Ele vê circular diariamente 531 trens, e transportou 490 000 passageiros por dia em 2009, sendo 100 000 a mais do que todos os oitocentos TGV franceses, e 540 000 passageiros por dia em 2012.
A linha está equipada com uma frota de material rodante homogênea, composta por trens Z 2N (de dois andares), dividida em quatro séries de idades diferentes: Z 5600, Z 8800, Z 20500 e Z 20900. Elas são mantidas pelas oficinas do Technicentre de Paris-Rive-Gauche, nos pátios de Les Ardoines, em Vitry-sur-Seine, no Vale do Marne, e de Trappes, em Yvelines.

#### Linha D

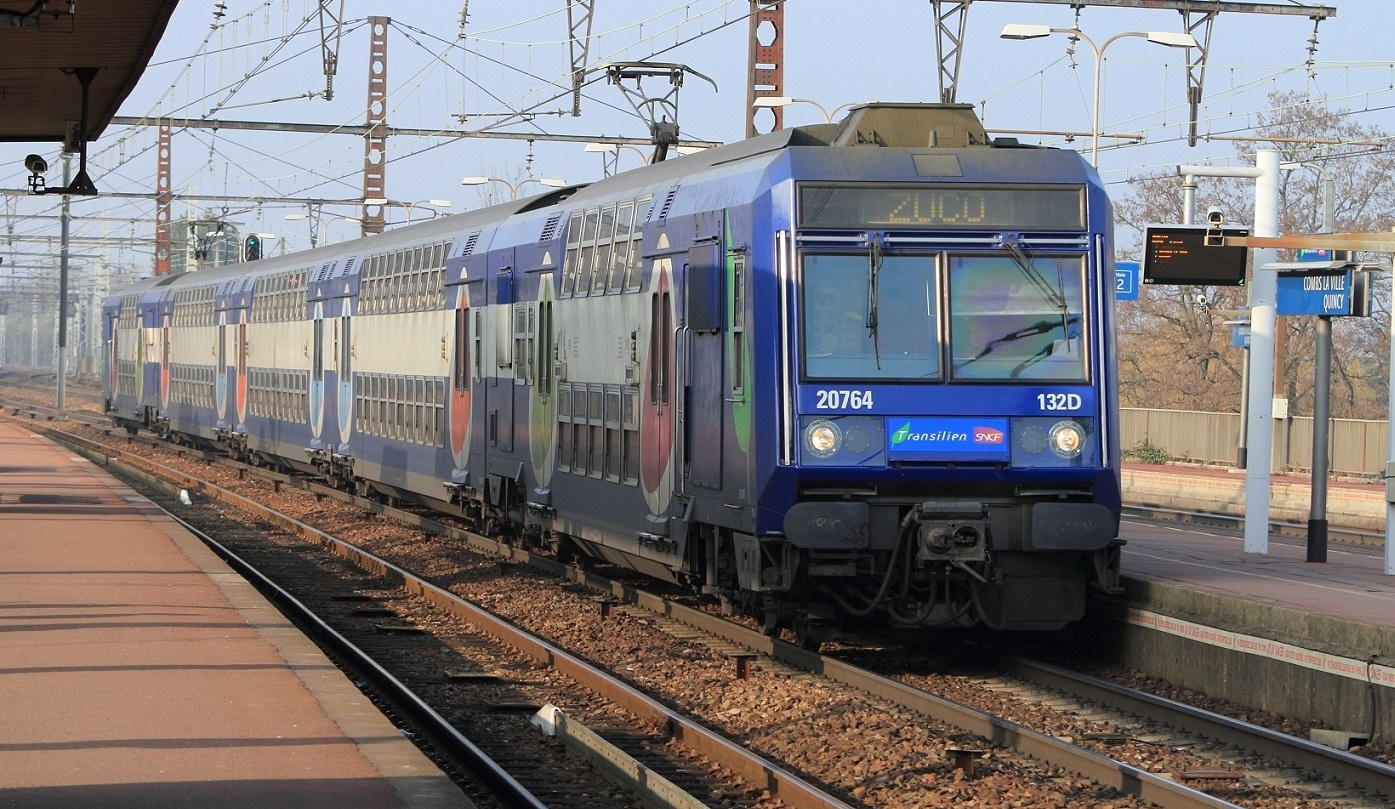
Um trem Z 20500 indo para Melun entrou na estação em Combs-la-Ville - Quincy em janeiro de 2011.

O RER D serve uma grande parte da região de Île-de-France ao longo de um eixo norte-sul. Liga Orry-la-Ville - Coye e Creil no norte a Melun e Malesherbes no sul, passando pelo coração de Paris.
É a linha SNCF mais movimentada da França com até 550000 passageiros e 440 trens por dia útil em 2007. Esses números aumentam para 615 000 passageiros e 450 trens por dia em 2016. Quase toda a linha está localizada na Ilha de França, portanto, dentro da jurisdição da Île-de-France Mobilités, mas as extremidades dos ramais de Orry-la-Ville - Coye e Creil ao norte e Malesherbes ao sul estão localizados fora da região, respectivamente em Oise, na região dos Altos da França e na região de Loiret, na região do Centro-Vale do Loire.
A linha está equipada com uma frota de trens Z 20500 e de trens Z 57000 sendo entregues, mantidos nos pátios do Technicentre de Paris-Nord, nas instalações de Joncherolles em Villetaneuse em Seine-Saint-Denis, e Paris-Sud-Est, localizado em Villeneuve-Saint-Georges, no Vale do Marne.

#### Linha E

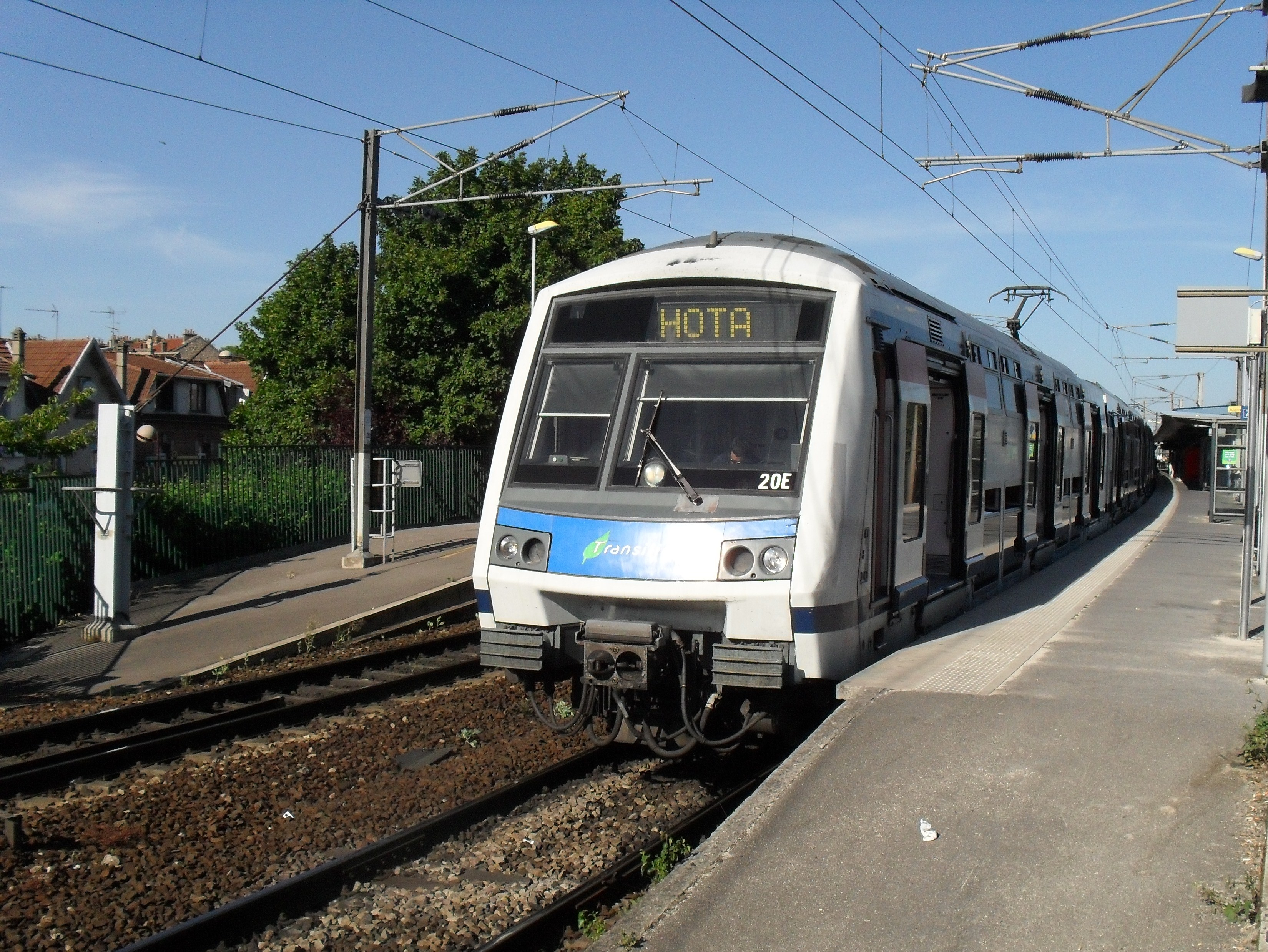
Um trem Z 22500, na estação de origem de Villiers-sur-Marne - Le Plessis-Trévise em maio de 2011.

O RER E, também chamado de "Eole", serve o leste da conurbação de Paris ao longo de um eixo leste-oeste. Liga Haussmann - Saint-Lazare, a oeste, no coração de Paris, a Chelles - Gournay e Tournan, a leste. Constitui a linha mais recente da rede e é a única das cinco que não atravessa Paris.
Em 2016, a linha E transportou diariamente quase 372 000 passageiros em 436 trens. Ele será estendido para o oeste para Mantes-la-Jolie até 2024. Desde 31 de março de 2004, a linha se beneficia da certificação "NF Services".
A linha está equipada com cinquenta e três trens de tipo Z 22500 (a totalidade da frota) e oito trens de tipo Z 50000 (Francilien), mantidas nos pátios do Technicentre de Paris-Est, localizado em Noisy-le-Sec em Seine-Saint-Denis.

## Extensão
Atualmente há um projeto de extensão da Linha E do RER que está em obras para Mantes-la-Jolie passando por La Défense. Outros planos incluem outras extensões da Linha E, extensão do RER B para Dammartin-en-Goële, do RER C para Coignières, do RER D para Villepinte com o projeto Barreau de Gonesse, extensões do RER E para Meaux e para o Val Bréon, a criação da Linha F, a criação da estação de Bry - Villiers - Champigny para se integrar com a linha 15 do metrô (estação Bry-Villiers-Champigny), modernização do sistema e a duplicação do túnel Châtelet - Gare du Nord para a Linha D no centro da cidade paralelo ao túnel da Linha B.